# مملكة لوو
مملكة لوو (بالإندونيسية: Kedatuan Luwu)‏ مملكة إسلامية سابقة تعتبر أولى ممالك شعب البوقس في جنوب جزيرة سولاويزي بجزر جنوب شرق آسيا. وهي أول دولة تعلن أنها أصبحت دولة إسلامية في جنوب جزيرة سولاويزي. وانضمت حكومتها إلى جمهورية إندونيسيا بعد انسحاب الإمبراطورية اليابانية وإعلان استسلامها.